# NGC 4061
NGC 4061 est une galaxie elliptique située dans la constellation de la Chevelure de Bérénice. NGC 4061 a été découverte par l'astronome germano-britannique William Herschel en 1785. Cette galaxie a aussi été observée par l'astronome britannique John Herschel le 29 avril 1832 et elle a été inscrite au catalogue NGC sous la désignation NGC 4055.

## Caractéristiques

### Distance
Sa vitesse par rapport au fond diffus cosmologique est de 7 651 ± 23 km/s, ce qui correspond à une distance de Hubble de 112,9 ± 7,9 Mpc (∼368 millions d'al).
À ce jour, une quinzaine de mesures non basées sur le décalage vers le rouge (redshift) donnent une distance de 94,073 ± 24,473 Mpc (∼307 millions d'al), ce qui est à l'intérieur des valeurs de la distance de Hubble. Notons cependant que c'est avec la valeur moyenne des mesures indépendantes, lorsqu'elles existent, que la base de données NASA/IPAC calcule le diamètre d'une galaxie et qu'en conséquence le diamètre de NGC 4061 pourrait être d'environ 44,0 kpc (∼144 000 al) si on utilisait la distance de Hubble pour le calculer.

### Radiogalaxie
NGC 4061 présente un jet d'onde radio.

## Groupe de NGC 4066
NGC 4061 fait partie du groupe de NGC 4066. Ce groupe de galaxies compte au moins quatre membres. En plus de NGC 4066, on y retrouve NGC 4070 et NGC 4098.

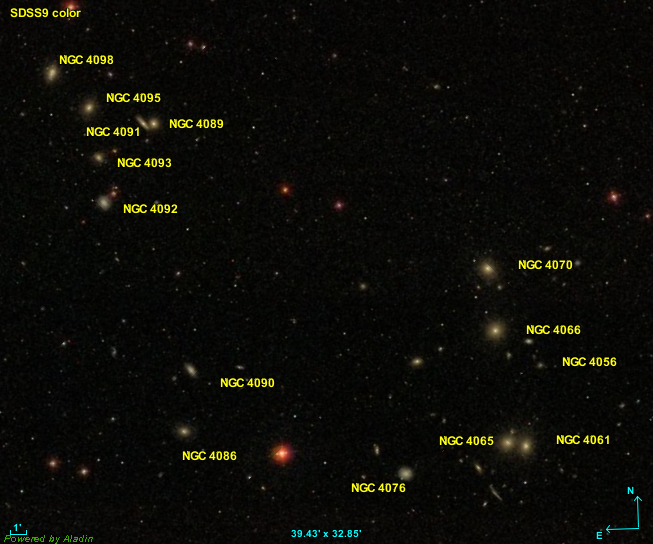
Une région densément peuplée de galaxies.

Comme le montre l'image obtenue des données de l'étude SDSS, cette région de la constellation de la Chevelure de Bérénice est densément peuplée de galaxies. La distance moyenne du groupe de NGC 4066 séparant les quatre galaxies de la liste de Mahtessian de la Voie lactée est de 112.2 Mpc. Plusieurs galaxies de cette région auraient pu être incluses dans la liste de Mahtessian, mais elles figurent pas ni dans le groupe de NGC 4066, ni dans un autre groupe de cet article. Ces galaxies sont NGC 4056 (113,9 Mpc), NGC 4086 (109,3 Mpc), NGC 4089 (111,3 Mpc), NGC 4090 (112,4 Mpc), NGC 4093 (109,9 Mpc) et NGC 4095 (110,2 Mpc).
Selon E.L. Turner, les galaxies NGC 4061 et NGC 4065 forment une paire de galaxies rapprochées.